# Literatura norweska

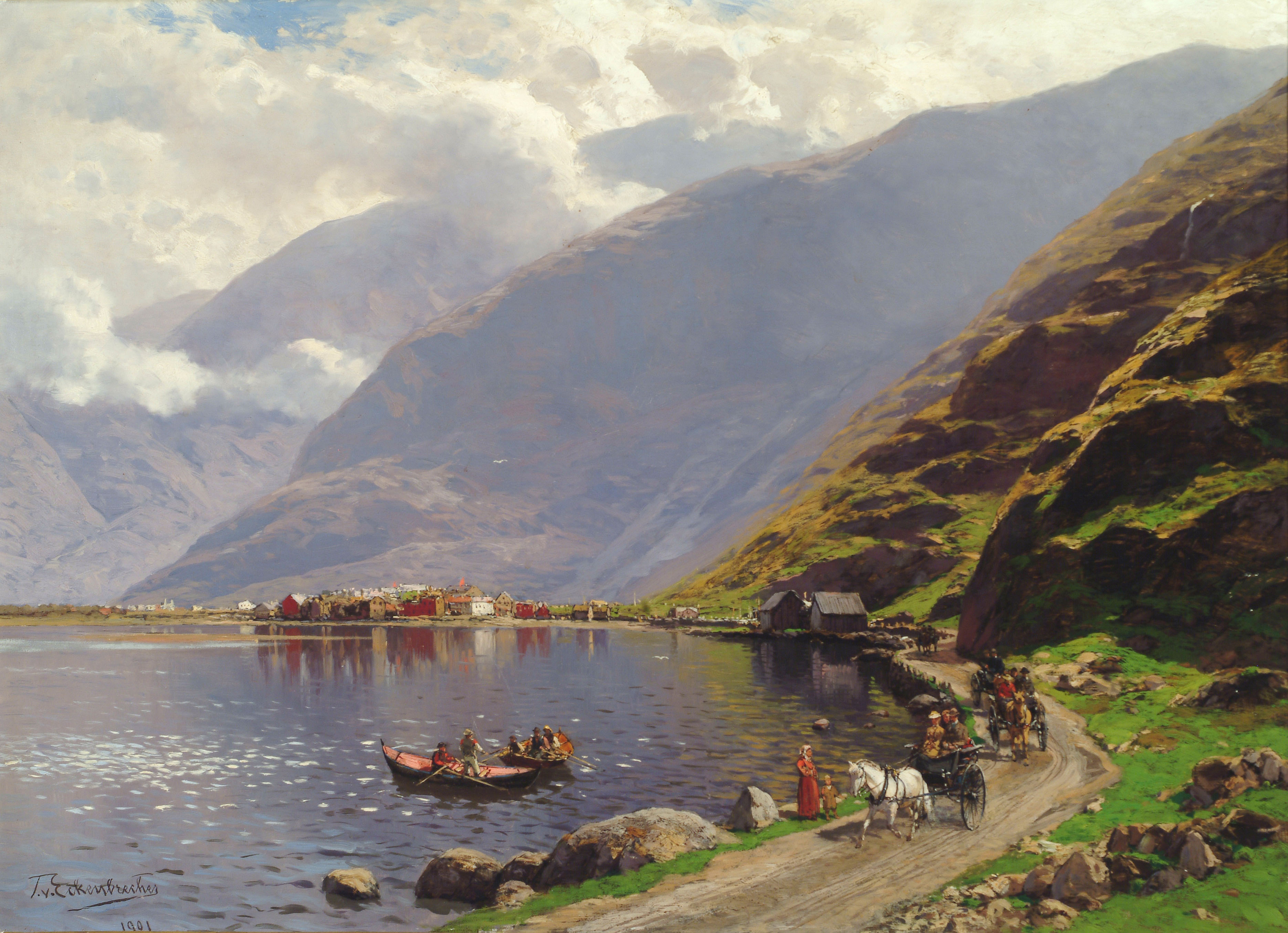
Widok na Lærdalsøren w Sognefjorden, obraz Themistoklesa von Eckenbrechera(1901)

Literatura norweska – zbiór tekstów literackich napisanych w Norwegii albo przez Norwegów. Historię literatury norweskiej datuje się od pojedynczych tekstów z Eddy, czasów skaldów z epoki przedchrześcijańskiej w IX i X wieku do okresu działalności Brage Starszego i Øyvinda Skaldespillera. Wprowadzenie chrześcijaństwa około roku 1000 przyczyniło się do kontaktów Norwegii ze średniowieczną Europą, a co za tym idzie, wpłynęło na rozwój hagiografii i kronikarstwa. Silnie powiązania z tradycją ustną i liczne wpływy z Islandii począwszy od czasów króla Håkona Håkonssona (zwanego również Haakonem IV Starym) w XII wieku aż do początków XIV wieku zapoczątkowały aktywny okres dla literatury norweskiej. Ważnymi dziełami z tego okresu stały się Historia Norvegiæ i Kongespeilet (Konungs skuggsjá).
Okres od XIV wieku do XIX wieku traktowany jest jako „czasy mroku” dla literatury norweskiej. Tacy autorzy jak Peder Claussøn Friis czy Ludvig Holberg wnieśli wprawdzie swój wkład do literatury królestwa Danii-Norwegii, ale tak naprawdę uważa się ich bardziej za pisarzy duńskich niż norweskich. Początek okresu budzącej się świadomości narodowej (nacjonalizmu) i walki o niepodległość w pierwszej połowie XIX wieku stał się aktywnym czasem dla literatury norweskiej. Utwory poety Henrika Wergelanda miały niebagatelny wpływ na budzące się społeczeństwo norweskie, zaś nieco późniejsze dramaty Henryka Ibsena odcisnęły swoje piętno na literaturze europejskiej. Po uzyskaniu niepodległości w 1905 norweska literatura rozwinęła skrzydła, wydając laureatów literackiej Nagrody Nobla takich jak Knut Hamsun czy Sigrid Undset.

## Literatura staronordycka
Okres staronordycki datuje się od roku 700 do ok. roku 1350. Język staronordycki (norw. duń. norrønt, szwedz. fornnordiska) używany był wówczas na terenie Norwegii, Szwecji, Danii oraz na Islandii i Wyspach Owczych i Grenlandii.

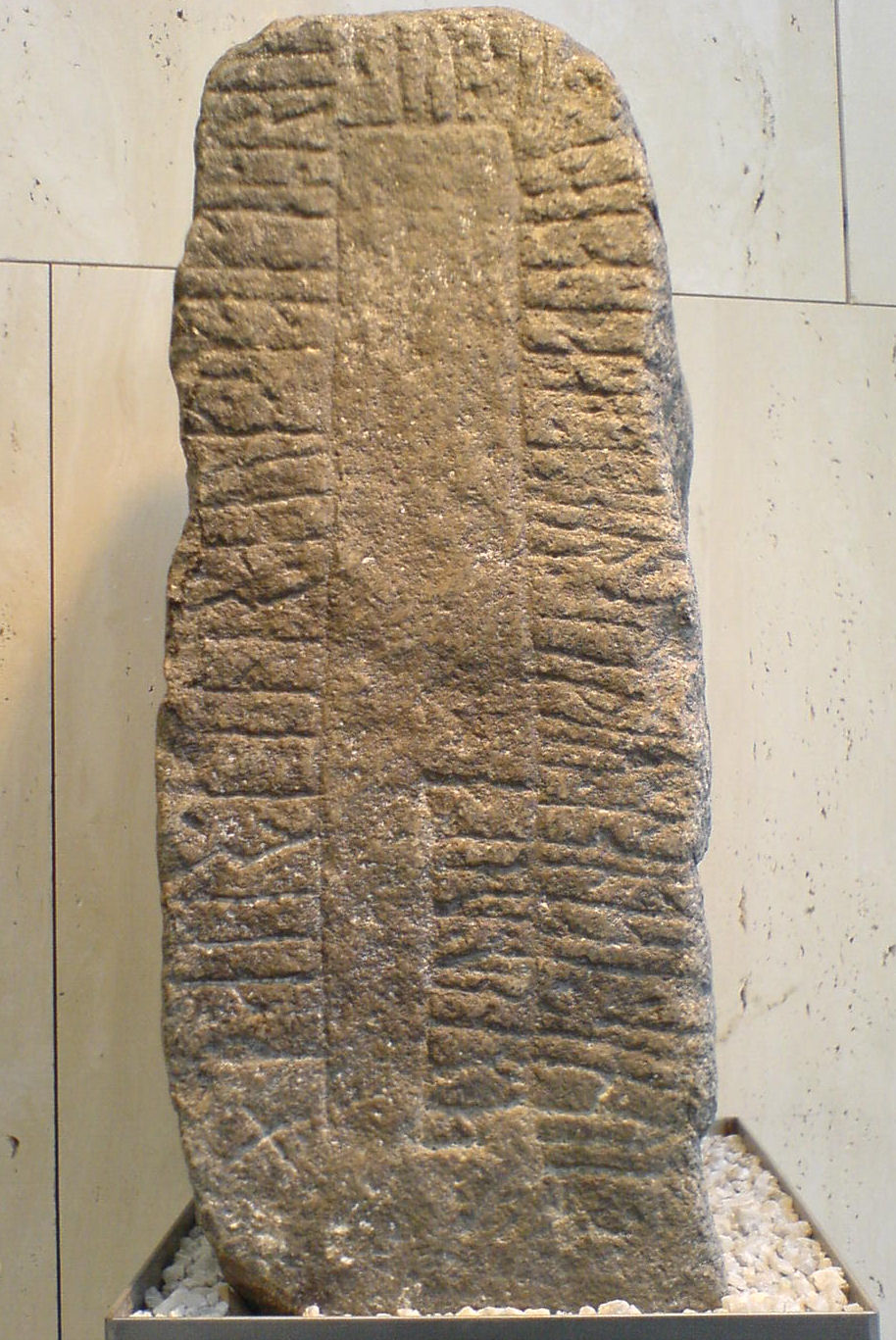
Fragment kamienia runicznego ze zbiorów Uniwersytetu w Oslo

Zanim około roku 1000 wprowadzono alfabet łaciński została spisana zaledwie niewielka część literatury staronordyckiej, czego powodem były trudności z użyciem pisma runicznego (fuþark), które wykorzystywano jedynie do krótkich inskrypcji. Większość utworów powstałych przed rokiem 1000 przetrwała w tradycji ustnej, a zostały one spisane później. Zbiór tych utworów nazywany jest Edda starszą.
Wiersze Eddy starszej (zwanej także Eddą poetycką) powstały najprawdopodobniej około roku 800, a ich autorzy pozostali anonimowi. Spisane zostały dopiero 400 lat później. Podzielić je można na kilka części, z których najważniejsze są trzy wiersze nazwane Håvamål, Trymskvida i Voluspå.
Na podstawie tych właśnie tekstów islandzki skald Snorri Sturluson stworzył w XIII wieku swoją Eddę młodszą (zwaną także Eddą prozaiczną). Wiele ze spisanych przez niego opowieści pochodziło z terenów Norwegii, dlatego Eddę młodszą zalicza się do dziedzictwa literackiego tego kraju. Zapisy Snorri Sturlusona wraz z sagami islandzkimi stanowią najważniejsze źródło wiedzy o kulturze i historii Norwegii z tego okresu.

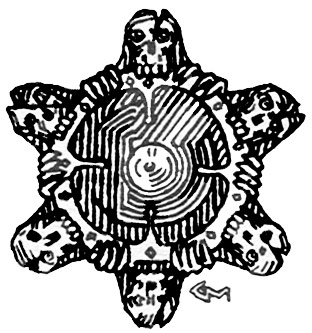
Ornament umieszczony w jednej z sag

Sagi islandzkie opowiadają o życiu zwykłych osób zamieszkujących Islandię około roku 1000. Autorzy tych opowieści również pozostali anonimowi, a opowieści bardzo długo przetrwały wyłącznie w tradycji ustnej. Sagi te opowiadają o losach mieszkańców wyspy, ale niektórzy z nich (tak jak np. Gunnlaug Ormstunge) podróżowali do Norwegii, stąd tak istotne znaczenie sag dla literatury norweskiej.
Innym ważnym elementem literatury staronordyckiej były pieśni skaldów, dworskich poetów na dworach skandynawskich z czasów wikingów. Skaldowie układali pieśni pochwalne poświęcone osobom żyjącym lub właśnie zmarłym. Ich utwory charakteryzowały się wysokim kunsztem poetyckim. Mimo dość dużej izolacji Norwegii w utworach norweskich skaldów odnaleźć można dość wpływy germańskiej tradycji ustnej. Do historii przeszło około 260 skaldów, z których część związana była w dworem króla Haralda Hårfagre (zwanego również Haraldem Pięknowłosym). Wśród najstarszych skaldów, których nazwiska przetrwały do naszych czasów, znaleźć można Brage Starszego (Bragi hinn gamli), który żył w IX wieku oraz Tjodolva z Knive (Þjóðolfr enn hvinverski), skalda na dworze Haralda Pięknowłosego, który w swoim dziele Ynglingatal chwalił władców z zachodniej Norwegii. Jednak za największego norweskiego skalda uważa się Øyvinda Skaldespillera z Hålogaland, który napisał poemat Håkonarmål poświęcony upadkowi króla Haakona Dobrego
Uważa się, że po wprowadzeniu około roku 1000 chrześcijaństwa w Norwegii sztuka skaldów zaczęła rozwijać się najbardziej intensywnie na terenie Islandii, gdzie wielu islandzkich skaldów wysławiało norweskich władców.

## Grupy i kierunki literackie
- „Mot Dag” (norw. „Na Spotkanie Dnia”) – lewicowe czasopismo wydawane w latach 1921–1936, skupiające także pisarzy[1]
- Profil – neoawangardowa grupa artystyczna, skupiona wokół założonego w 1966 pisma „Profil”[2]